# Rivière Opawica
Der Rivière Opawica ist der 243 km lange linke Quellfluss des Rivière Waswanipi südwestzentral in der kanadischen Provinz Québec.

## Flusslauf
Der Rivière Opawica bildet den Abfluss des 386 m hoch gelegenen Sees Lac Gabriel, 65 km südlich von Chibougamau. Er fließt in westlicher Richtung durch eine Vielzahl an Seen, die meist eine Verbreiterung des Flusses darstellen: Lac Caopatina, Lac des Vents, Lac du Bras Coupé, Lac Doda, Lac Françoise, Lac La Ronde, Lac Lessard, Lac Lichen, Lac Wachigabau und Lac Opawica. Im Lac Caopatina nimmt er den Rivière Roy, der den südlich gelegenen Lac Surprise entwässert, auf. Schließlich erreicht er, von Süden kommend, den Rivière Chibougamau, mit dem er zusammen den Rivière Waswanipi bildet.